# Canada op de Olympische Zomerspelen 2000
Canada nam deel aan de Olympische Zomerspelen 2000 in Sydney, Australië. De Canadese selectie bestond uit 294 atleten (150 mannen en 144 vrouwen). Zij kwamen uit in 27 olympische sportdisciplines. Vlakwater kanovaarster Caroline Brunet was vlaggendraagster bij de openingsceremonie.

## Medailleoverzicht
| Sport            | Olympiër | Onderdeel               | Medaille |
| ---------------- | --- | ----------------------- | -------- |
| Tennis           | Sébastien Lareau Daniel Nestor | dubbelspel (m)          | Goud     |
| Triatlon         | Simon Whitfield | mannen                  | Goud     |
| Worstelen        | Daniel Igale | -69kg vrije stijl (m)   | Goud     |
|                  | |                         |          |
| Kanovaren        | Caroline Brunet | K-1 500m (m)            | Zilver   |
| Judo             | Nicolas Gill | -100kg (m)              | Zilver   |
| Schoonspringen   | Anna Montminy Émilie Heymans | 10m toren synchroon (v) | Zilver   |
|                  | |                         |          |
| Gymnastiek       | Mathieu Turgeon | trampoline (m)          | Brons    |
| Gymnastiek       | Karen Cockburn | trampoline (v)          | Brons    |
| Kanovaren        | Steve Giles | K-1 1000m (m)           | Brons    |
| Roeien           | Buffy Alexander Laryssa Biesenthal Heather Davis Alison Korn Theresa Luke Heather McDermid Emma Robinson Lesley Thompson Dorota Urbaniak   | acht (v)                | Brons    |
| Schoonspringen   | Anne Montminy | 10m toren (v)           | Brons    |
| Synchroonzwemmen | Lyne Beaumont Claire Carver-Dias Erin Chan Catherine Garceau Fanny Létourneau Kirstin Normand Jacinthe Taillon Reidun Tatham Jessica Chase | team                    | Brons    |
| Taekwondo        | Dominique Bosshart | +67kg (v)               | Brons    |
| Zwemmen          | Curtis Myden | 400m wisselslag (m)     | Brons    |

## Deelnemers en resultaten

### Atletiek
| Olympiër                                                        | Onderdeel              | Resultaat | Prestatie                                                                        |
| --------------------------------------------------------------- | ---------------------- | --------- | -------------------------------------------------------------------------------- |
| Donovan Bailey                                                  | 100m (m)               | 40e       | serie 7: 3de in 10,39 kwartfinale 4: 8ste in 11,36                               |
| Nicolas Macrozonaris                                            | 100m (m)               | 42e       | serie 1: 5de in 10,45                                                            |
| Bruny Surin                                                     | 100m (m)               | DNF       | serie 3: 4de in 10,41 kwartfinale 2: 3de in 10,20 halve finale 2: niet gefinisht |
| Pierre Browne                                                   | 200m (m)               | 53e       | serie 2: 6de in 21,29                                                            |
| Zach Whitmarsh                                                  | 800m (m)               | 39e       | serie 2: 4de in 1.48,42                                                          |
| Kevin Sullivan                                                  | 1500m (m)              | 5e        | serie 2: 4de in 3.40,80 halve finale 1: 2de in 3.39,66 finale: 5de in 3.35,50    |
| Sean Kaley                                                      | 10000m (m)             | 27e       | serie 1: 12de in 28.36,07                                                        |
| Jeff Schiebler                                                  | 10000m (m)             | 26e       | serie 2: 15de in 28.30,46                                                        |
| Adrian Woodley                                                  | 110m horden (m)        | 27e       | serie 6: 4de in 13,71 kwartfinale 3: 6de in 14,04                                |
| Joël Bourgeois                                                  | 3000m steeplechase (m) | 17e       | serie 2: 7de in 8.28,07                                                          |
| Pierre Browne Glenroy Gilbert Nicolas Macrozonaris Brad McCuaig | 4x100m (m)             | 11e       | serie 3: 3de in 39,26 halve finale 1: 6de in 38,92                               |
| Bruce Deacon                                                    | marathon (m)           | 44e       | 2:21.38                                                                          |
| Tim Berrett                                                     | 20km snelwandelen (m)  | 26e       | 1:25.29                                                                          |
| Arturo Huerta                                                   | 20km snelwandelen (m)  | 24e       | 1:25.24                                                                          |
| Tim Berrett                                                     | 50km snelwandelen (m)  | DSQ       | gediskwalificeerd                                                                |
| Arturo Huerta                                                   | 50km snelwandelen (m)  | DSQ       | gediskwalificeerd                                                                |
| Richard Duncan                                                  | verspringen (m)        | 36e       | kwalificatie groep A: 16de met 7,60m                                             |
| Ian Lowe                                                        | verspringen (m)        | 38e       | kwalificatie groep B: 20ste met 7,51m                                            |
| Kwaku Boateng                                                   | hoogspringen (m)       | 12e       | kwalificatie groep B: 4de met 2,27m finale: 12de met 2,25m                       |
| Mark Boswell                                                    | hoogspringen (m)       | 6e        | kwalificatie groep A: 5de met 2,27m finale: 6de met 2,32m                        |
| Brad Snyder                                                     | kogelstoten (m)        | 13e       | kwalificatie groep A: 7de met 19,77m                                             |
| Jason Gervais                                                   | discuswerpen (m)       | DNF       | kwalificatie groep B: geen geldige poging                                        |
| Jason Tunks                                                     | discuswerpen (m)       | 6e        | kwalificatie groep B: 2de met 64,40m finale: 6de met 65,80m                      |
|                                                                 |                        |           |                                                                                  |
| Martha Adusei                                                   | 100m (v)               | 53e       | serie 1: 6de in 11,82                                                            |
| Esi Benyarku                                                    | 100m (v)               | 36e       | serie 10: 4de in 11,55                                                           |
| LaDonna Antoine                                                 | 400m (v)               | 11e       | serie 8: 1ste in 51,78 kwartfinale 1: 2de in 50,92 halve finale 1: 5de in 51,26  |
| Foy Williams                                                    | 400m (v)               | 28e       | serie 1: 4de in 52,94 kwartfinale 2: 8ste in 52,68                               |
| Leah Pells                                                      | 1500m (v)              | DNF       | serie 1: niet gefinisht                                                          |
| Tina Connelly                                                   | 10000m (v)             | 37e       | serie 1: 19de in 34.46,04                                                        |
| Carole Montgomery                                               | 10000m (v)             | DNS       | serie 2: niet gestart                                                            |
| Katie Anderson                                                  | 100m horden (v)        | DNF       | serie 2: 1ste in 12,82 kwartfinale 1: niet gefinisht                             |
| Perdita Felicien                                                | 100m horden (v)        | 27e       | serie 4: 6de in 13,21                                                            |
| Karlene Haughton                                                | 400m horden (v)        | DNS       | serie 1: niet gestart                                                            |
| Martha Adusei Esi Benyarku Tara Perry Atia Weekes               | 4x100m (v)             | 16e       | serie 2: 6de in 44,06                                                            |
| LaDonna Antoine Samantha George Karlene Haughton Foy Williams   | 4x400m (v)             | 12e       | serie 1: 5de in 3.27,36                                                          |
| Janice McCaffrey                                                | 20km snelwandelen (v)  | DSQ       | gediskwalificeerd                                                                |
| Michelle Fournier                                               | kogelslingeren (v)     | 23e       | kwalificatie groep A: 13de met 59,15m                                            |

### Badminton
| Olympiër                          | Onderdeel      | Resultaat | Prestatie                                                                                        |
| --------------------------------- | -------------- | --------- | ------------------------------------------------------------------------------------------------ |
| Mike Beres                        | enkelspel (m)  | 17e       | 1ste ronde: vrij 2de ronde: V van USA Han: 3-15, 3-15                                            |
| Bryan Moody Brent Olynyk          | dubbelspel (m) | 17e       | 1ste ronde: V van CHN Zhang J/Zhang W: walk-over                                                 |
|                                   |                |           |                                                                                                  |
| Milaine Cloutier                  | enkelspel (v)  | 17e       | 1ste ronde: vrij 2de ronde: V van KOR Kim: 1-11, 3-11                                            |
| Robbyn Hermitage                  | enkelspel (v)  | 33e       | 1ste ronde: V van AUS Head: 7-11, 2-11                                                           |
| Kara Solmundson                   | enkelspel (v)  | 33e       | 1ste ronde: V van INA Djaelawijaya: 4-11, 4-11                                                   |
| Milaine Cloutier Robbyn Hermitage | dubbelspel (v) | 9e        | 1ste ronde: W' van AUS Cator/Hardy: 15-13, 15-6 2de ronde: V van GBR Goode/Kellogg: 15-4, 15-10  |
|                                   |                |           |                                                                                                  |
| Milaine Cloutier Bryan Moody      | dubbelspel (g) | 17e       | 1ste ronde: V van GER Keck/Pitro: 6-15, 13-15                                                    |
| Brent Olynyk Robbyn Hermitage     | dubbelspel (g) | 17e       | 1ste ronde: V van GBR Archer/Goode: 9-15, 9-15                                                   |
| Mike Beres Kara Solmundson        | dubbelspel (g) | 33e       | 1ste ronde: W' van MRI Beehary/Pierre: 15-2, 15-6 2de ronde: V van DEN Olsen/Søgaard: 8-15, 2-15 |

### Basketbal

#### Mannen
| Olympiër | Onderdeel | Resultaat | Prestatie |
| --- | --------- | --------- | --- |
| Rowan Barrett David Daniels Greg Francis Pete Guarasci Sherman Hamilton Eric Hinrichsen Todd MacCulloch Andrew Mavis Michael Meeks Steve Nash Greg Newton Shawn Swords | mannen    | 7e        | groep B: 1ste W van Australië: 101-90 W van Angola: 99-54 W van Spanje: 91-77 V van Rusland: 59-77 W van Joegoslavië: 83-75 kwartfinale: V van Frankrijk: 63-68 7-8ste plek: W van Rusland: 86-83 |

| Groep B |             |             |             |             |            |            |            |        |
| #       | Land        | Wedstrijden | Wedstrijden | Wedstrijden | Doelpunten | Doelpunten | Doelpunten | Punten |
| #       | Land        | G           | W           | V           | V          | T          | Saldo      | Punten |
| 1       | Canada      | 5           | 4           | 1           | 433        | 373        | +60        | 9      |
| 2       | Joegoslavië | 5           | 4           | 1           | 372        | 338        | +34        | 9      |
| 3       | Australië   | 5           | 3           | 2           | 408        | 407        | +1         | 8      |
| 4       | Rusland     | 5           | 3           | 2           | 367        | 328        | +39        | 8      |
| 5       | Spanje      | 5           | 1           | 4           | 349        | 376        | -27        | 6      |
| 6       | Angola      | 5           | 0           | 5           | 303        | 410        | -107       | 5      |

| Ronde        | Datum  | Plaats  | Land   | Score       | Land |
| ------------ | ------ | ------- | ------ | ----------- | ---- |
| Groepsfase   |        |         |        |             |      |
| 17 september | Sydney | Canada  | 101-90 | Australië   |      |
| 19 september | Sydney | Canada  | 99-54  | Angola      |      |
| 21 september | Sydney | Canada  | 91-77  | Spanje      |      |
| 23 september | Sydney | Rusland | 77-59  | Canada      |      |
| 25 september | Sydney | Canada  | 83-75  | Joegoslavië |      |
| Kwartfinale  |        |         |        |             |      |
| 28 september | Sydney | Canada  | 63-68  | Frankrijk   |      |
| 7-8ste plek  |        |         |        |             |      |
| 30 september | Sydney | Canada  | 86-83  | Rusland     |      |

#### Vrouwen
| Olympiër | Onderdeel | Resultaat | Prestatie |
| --- | --------- | --------- | --- |
| Cori Blakebrough Cal Bouchard Kelly Boucher Claudia Brassard-Riebesehl Stacey Dales Michelle Hendry Nikki Johnson Karla Karch-Gailus Teresa Kleindienst-Gabriele Joy McNichol Dianne Norman Tammy Sutton-Brown | vrouwen   | 10e       | groep A: 5de V van Australië: 46-78 W van Zweden: 62-41 V van Frankrijk: 58-70 V van Slowakije: 56-68 W van Brazilië: 61-60 9-10de plek: V van Cuba: 58-67 |

| Groep A |           |             |             |             |            |            |            |        |
| #       | Land      | Wedstrijden | Wedstrijden | Wedstrijden | Doelpunten | Doelpunten | Doelpunten | Punten |
| #       | Land      | G           | W           | V           | V          | T          | Saldo      | Punten |
| 1       | Australië | 5           | 5           | 0           | 394        | 274        | +120       | 10     |
| 2       | Frankrijk | 5           | 4           | 1           | 338        | 287        | +51        | 9      |
| 3       | Brazilië  | 5           | 2           | 3           | 358        | 353        | +5         | 7      |
| 4       | Slowakije | 5           | 2           | 3           | 294        | 282        | +12        | 7      |
| 5       | Canada    | 5           | 2           | 3           | 313        | 317        | -4         | 7      |
| 6       | Senegal   | 5           | 0           | 5           | 199        | 383        | -184       | 5      |

| Ronde        | Datum  | Plaats    | Land  | Score    | Land |
| ------------ | ------ | --------- | ----- | -------- | ---- |
| Groepsfase   |        |           |       |          |      |
| 16 september | Sydney | Australië | 78-46 | Canada   |      |
| 18 september | Sydney | Canada    | 62-41 | Zweden   |      |
| 20 september | Sydney | Frankrijk | 70-58 | Canada   |      |
| 22 september | Sydney | Slowakije | 68-56 | Canada   |      |
| 24 september | Sydney | Canada    | 61-60 | Brazilië |      |
| 9-10de plek  |        |           |       |          |      |
| 26 september | Sydney | Cuba      | 67-58 | Canada   |      |

### Boksen
| Olympiër        | Onderdeel   | Resultaat | Prestatie                                                                                          |
| --------------- | ----------- | --------- | -------------------------------------------------------------------------------------------------- |
| Andrew Kooner   | -51kg (m)   | 9e        | 1ste ronde: W van ALG Keddam: 18-11 2de ronde: V van THA Ponlid: 7-11                              |
| Mike Strange    | -63,5kg (m) | 17e       | 1ste ronde: V van TUR Suleymanoglu: 3-9                                                            |
| Scott Macintosh | -71kg (m)   | 9e        | 1ste ronde: W van CMR Keddam: 18-11 2de ronde: V van USA Taylor: 9-23                              |
| Don Orr         | -75kg (m)   | 17e       | 1ste ronde: V van IND Kumar: scheidsrechterlijke beslissing                                        |
| Troy Amos-Ross  | -81kg (m)   | 9e        | 1ste ronde: vrij 2de ronde: V van NGR Albert: scheidsrechterlijke beslissing                       |
| Mark Simmons    | -91kg (m)   | 5e        | 1ste ronde: W van IRI Hosseini: 11-6 kwartfinale: V van GER Köber: scheidsrechterlijke beslissing  |
| Art Binkowski   | +91kg (m)   | 9e        | 1ste ronde: W van MRI Macaque: 21-14 kwartfinale: V van UZB Saidov: scheidsrechterlijke beslissing |

### Boogschieten
| Olympiër   | Onderdeel       | Resultaat | Prestatie                                                                     |
| ---------- | --------------- | --------- | ----------------------------------------------------------------------------- |
| Rob Rusnov | individueel (m) | 47e       | plaatsingsronde: 37ste met 622 punten 1ste ronde: V van SWE Eriksson: 155-161 |

### Gewichtheffen
| Olympiër         | Onderdeel | Resultaat | Prestatie                                                        |
| ---------------- | --------- | --------- | ---------------------------------------------------------------- |
| Sébastien Groulx | -69kg (m) | 15e       | trekken: 16de met 130kg stoten: 14de met 167,5kg totaal: 297,5kg |
|                  |           |           |                                                                  |
| Maryse Turcotte  | -58kg (v) | 4e        | trekken: 5de met 90kg stoten: 4de met 115kg totaal: 205kg        |

### Gymnastiek
| Olympiër          | Onderdeel                | Resultaat | Prestatie |
| Ritmisch          | Ritmisch                 | Ritmisch  | Ritmisch |
| ----------------- | ------------------------ | --------- | --- |
| Emilie Livingston | individueel (v)          | 18e       | kwalificatie: touw: 20ste met 9,525 punten hoepel: 18de met 9,591 punten bal: 17de met 9,575 punten lint: 17de met 9,575 punten totaal: 38,266 punten |
| Trampoline        |                          |           | |
| Mathieu Turgeon   | trampoline (m)           | Brons     | kwalificatie: 6de routine 1: 7de met 27,9 punten routine 2: 7de met 38,2 punten totaal: 66,1 punten finale: 3de met 39,1 punten |
|                   |                          |           | |
| Karen Cockburn    | trampoline (v)           | Brons     | kwalificatie: 4de routine 1: 4de met 27,8 punten routine 2: 2de met 37,2 punten totaal: 65,0 punten finale: 3de met 37,4 punten |
| Turnen            |                          |           | |
| Sasha Jeltkov     | meerkamp individueel (m) | 92e       | kwalificatie: vloer: 74ste met 8,037 punten rekstok: 21ste met 9,662 punten totaal: 17,699 punten |
| Kyle Shewfelt     | meerkamp individueel (m) | 89e       | kwalificatie: vloer: 12de met 9,575 punten sprong: 25ste met 9,575 punten totaal: 19,150 punten |
|                   |                          |           | |
| Julie Beaulieu    | meerkamp individueel (v) | 51e       | kwalificatie: vloer: 79ste met 7,912 punten sprong: 57ste met 9,093 punten brug: 29ste met 9,587 punten balk: 35ste met 9,412 punten totaal: 36,004 punten |
| Michelle Conway   | meerkamp individueel (v) | 67e       | kwalificatie: vloer: 10de met 9,612 punten sprong: 48ste met 9,143 punten brug: 44ste met 9,450 punten totaal: 28,205 punten |
| Crystal Gilmore   | meerkamp individueel (v) | 94e       | kwalificatie: balk: 32ste met 9,437 punten |
| Lise Leveille     | meerkamp individueel (v) | 48e       | kwalificatie: vloer: 70ste met 8,587 punten sprong: 71ste met 8,912 punten brug: 48ste met 9,400 punten balk: 34ste met 9,425 punten totaal: 36,324 punten |
| Kate Richardson   | meerkamp individueel (v) | 15e       | kwalificatie: 27ste vloer: 28ste met 9,362 punten sprong: 33ste met 9,287 punten brug: 28ste met 9,612 punten balk: 60ste met 9,075 punten totaal: 37,336 punten finale: vloer: 22ste met 9,250 punten sprong: 23ste met 9,281 punten brug: 10de met 9,662 punten balk: 14de met 9,337 punten totaal: 37,530 punten |
| Yvonne Tousek     | meerkamp individueel (v) | 32e       | kwalificatie: 14de vloer: 18de met 9,550 punten sprong: 50ste met 9,131 punten brug: 18de met 9,662 punten balk: 26ste met 9,537 punten totaal: 37,880 punten finale: vloer: 32ste met 8,825 punten sprong: 31ste met 9,081 punten brug: 27ste met 9,150 punten balk: 18de met 9,225 punten totaal: 36,281 punten   |

### Hockey
| Olympiër | Onderdeel | Resultaat | Prestatie |
| --- | --------- | --------- | --- |
| Hari Kant Mike Mahood Ian Bird Alan Brahmst Robin D'Abreo Chris Gifford Andrew Griffiths Ken Pereira Scott Mosher Peter Milkovich Bindi Singh Kullar Rob Short Ronnie Jagday Sean Campbell Paul Wettlaufer Ravi Kahlon | mannen    | 10e       | groep A: 6de G van Pakistan: 2-2 V van Duitsland: 1-2 V van Nederland: 2-5 G van Groot-Brittannië: 1-1 G van Maleisië: 1-1 9-12de plek: V van Polen: 3-2 9-10de plek: V van Spanje: 0-3 |

| Groep A |                  |             |             |             |             |            |            |            |        |
| #       | Land             | Wedstrijden | Wedstrijden | Wedstrijden | Wedstrijden | Doelpunten | Doelpunten | Doelpunten | Punten |
| #       | Land             | G           | W           | G           | V           | V          | T          | Saldo      | Punten |
| 1       | Pakistan         | 5           | 2           | 3           | 0           | 15         | 6          | +9         | 9      |
| 2       | Nederland        | 5           | 2           | 2           | 1           | 11         | 8          | +3         | 8      |
| 3       | Duitsland        | 5           | 2           | 2           | 1           | 7          | 6          | +1         | 8      |
| 4       | Groot-Brittannië | 5           | 1           | 2           | 2           | 8          | 16         | -8         | 5      |
| 5       | Maleisië         | 5           | 0           | 4           | 1           | 5          | 6          | -1         | 4      |
| 6       | Canada           | 5           | 0           | 3           | 2           | 7          | 11         | -4         | 3      |

| Ronde        | Datum  | Plaats           | Land | Score    | Land |
| ------------ | ------ | ---------------- | ---- | -------- | ---- |
| Groepsfase   |        |                  |      |          |      |
| 16 september | Sydney | Canada           | 2-2  | Pakistan |      |
| 18 september | Sydney | Duitsland        | 2-1  | Canada   |      |
| 20 september | Sydney | Nederland        | 5-2  | Canada   |      |
| 24 september | Sydney | Groot-Brittannië | 1-1  | Canada   |      |
| 26 september | Sydney | Maleisië         | 1-1  | Canada   |      |
| 9-12de plek  |        |                  |      |          |      |
| 27 september | Sydney | Canada           | 3-2  | Polen    |      |
| 9-10de plek  |        |                  |      |          |      |
| 30 september | Sydney | Duitsland        | 3-0  | Canada   |      |

### Judo
| Olympiër            | Onderdeel  | Resultaat | Prestatie |
| ------------------- | ---------- | --------- | --- |
| Keith Morgan        | -90kg (m)  | 5e        | 1ste ronde: W van AUS Ivers 2de ronde: W van AZE Salimov kwartfinale: W van MRI Raphael halve finale: V van NED Huizinga bronzen finale: V van UKR Mashurenko |
| Nicolas Gill        | -100kg (m) | Zilver    | 1ste ronde: W van NED Sonnemans 2de ronde: W van POR Soares kwartfinale: W van GEO Jikurauli halve finale: W van FRA Traineau finale: V van JPN Inoue         |
|                     |            |           | |
| Luce Baillargeon    | -52kg (v)  | 9e        | 1ste ronde: V van JPN Nazarai herkansingen: W van KOR Jang herkansingen 2: V van ALG Souakri                                                                  |
| Michelle Buckingham | -57kg (v)  | 20e       | 1ste ronde: V van BRA Ferreira |
| Sophie Roberge      | -63kg (v)  | 13e       | 1ste ronde: vrij 2de ronde: V van FRA Vandenhende herkansingen: V van KOR Jung                                                                                |
| Kimberly Ribble     | -78kg (v)  | 13e       | 1ste ronde: V van CUB Luna herkansingen: V van USA Tong |

### Kanovaren
| Olympiër                                                             | Onderdeel      | Resultaat | Prestatie                                                                       |
| Slalom                                                               | Slalom         | Slalom    | Slalom                                                                          |
| -------------------------------------------------------------------- | -------------- | --------- | ------------------------------------------------------------------------------- |
| James Cartwright                                                     | C-1 slalom (m) | 15e       | kwalificatie: 1ste ronde: 15de met 148,64 2de ronde: 15de met 149,02            |
| Benoît Gauthier Tyler Lawlor                                         | C-2 slalom (m) | 9e        | kwalificatie: 1ste ronde: 10de met 163,67 2de ronde: 9de met 148,54             |
| David Ford                                                           | K-1 slalom (m) | 22e       | kwalificatie: 1ste ronde: 21ste met 147,02 2de ronde: 21ste met 176,56          |
|                                                                      |                |           |                                                                                 |
| Margaret Langford                                                    | K-1 slalom (v) | 15e       | kwalificatie: 1ste ronde: 17de met 163,55 2de ronde: 10de met 150,96            |
| Sprint                                                               |                |           |                                                                                 |
| Maxime Boilard                                                       | C-1 500m (m)   | 4e        | serie 2: 5de in 1.52,764 halve finale: 1ste in 1.52,071 finale: 4de in 2.29,259 |
| Steve Giles                                                          | C-1 1000m (m)  | Brons     | serie 1: 2de in 3.55,396 finale: 3de in 3.56,437                                |
| Attila Buday Tamas Buday, Jr.                                        | C-2 500m (m)   | 13e       | serie 1: 8ste in 1.46,557 halve finale: 7de in 1.47,525                         |
| Attila Buday Tamas Buday, Jr.                                        | C-2 1000m (m)  | 7e        | serie 1: 6de in 3.41,075 halve finale: 2de in 3.44,358 finale: 7de in 3.48,017  |
| Mihai Apostol                                                        | K-1 500m (m)   | 22e       | serie 3: 5de in 1.42,562 halve finale 1: 7de in 1.43,444                        |
| Mihai Apostol                                                        | K-1 1000m (m)  | 29e       | serie 3: 8ste in 3.47,679                                                       |
|                                                                      |                |           |                                                                                 |
| Caroline Brunet                                                      | K-1 500m (v)   | Zilver    | serie 1: 1ste in 1.51,558 finale: 2de in 2.14,646                               |
| Caroline Brunet Karen Furneaux                                       | K-2 500m (v)   | Zilver    | serie 2: 3de in 1.44,476 finale: 5de in 2.01,046                                |
| Kamini Jain Marie-Josée Gibeau-Ouimet Carrie Lightbound Julia Rivard | K-4 500m (v)   | Zilver    | serie 2: 5de in 1.38,580 halve finale: 3de in 1.38,340 finale: 9de in 1.39,566  |

### Paardensport
| Olympiër                                          | Onderdeel   | Resultaat | Prestatie |
| Eventing                                          | Eventing    | Eventing  | Eventing |
| ------------------------------------------------- | ----------- | --------- | --- |
| Bruce Mandeville                                  | individueel | 22e       | dressuur: 33ste met 62,8 strafpunten cross-country: 24ste met 132,8 strafpunten springconcours: 1ste met 0 strafpunten totaal: 195,6 strafpunten |
| Wyn St. John                                      | individueel | DNF       | dressuur: 30ste met 59,6 strafpunten cross-country: 16de met 2,8 strafpunten springconcours: niet gestart |
| Springconcours                                    |             |           | |
| Jonathan Asselin                                  | individueel | 15e       | kwalificatie: 44ste 1ste ronde: 46ste met 14,75 strafpunten 2de ronde: 44ste met 12 strafpunten 3de ronde: 20ste met 8,00 strafpunten totaal: 34,50 strafpunten finale: 1ste ronde: 20ste met 12 strafpunten 2de ronde: 5de met 4 strafpunten totaal: 16 strafpunten |
| Jay Hayes                                         | individueel | 62e       | kwalificatie: 1ste ronde: 56ste met 17,50 strafpunten 2de ronde: 71ste met 29,25 strafpunten 3de ronde: 57ste met 19,00 strafpunten totaal: 58,00 strafpunten |
| Ian Millar                                        | individueel | 13e       | kwalificatie: 4de 1ste ronde: 13de met 5,25 strafpunten 2de ronde: 1ste met 0 strafpunten 3de ronde: 12de met 4,00 strafpunten totaal: 9,25 strafpunten finale: 1ste ronde: 5de met 4 strafpunten 2de ronde: 21ste met 8,25 strafpunten totaal: 12,25 strafpunten    |
| John Pearce                                       | individueel | 63e       | kwalificatie: 1ste ronde: 69ste met 26,00 strafpunten 2de ronde: 44ste met 12 strafpunten 3de ronde: 58ste met 12,00 strafpunten totaal: 65,75 strafpunten |
| Jonathan Asselin Jay Hayes Ian Millar John Pearce | team        | 9e        | 1ste ronde: 10de met 24 strafpunten 2de ronde: 9de met 31 strafpunten totaal: 55 strafpunten |

### Roeien
| Olympiër | Onderdeel              | Resultaat | Prestatie |
| --- | ---------------------- | --------- | --- |
| Derek Porter | skiff (m)              | 4e        | serie 1: 1ste in 7.02,24 halve finale 1: 2de in 7.00,82 finale: 4de in 6.51,10                                  |
| Todd Hallett Dominic Seiterle | dubbel-twee (m)        | 13e       | serie 1: 4de in 6.35,41 herkansingen: 4de in 6.35,04 finale C: 1ste in 6.28,61                                  |
| Phil Graham Henry Hering | twee-zonder (m)        | 7e        | serie 3: 3de in 6.48,42 halve finale 1: 4de in 6.33,22 finale B: 1ste in 6.33,60                                |
| Jon Beare Iain Brambell Chris Davidson Gavin Hassett                                                                                     | lichte dubbel-vier (m) | 7e        | serie 1: 2de in 6.10,37 halve finale 2: 4de in 6.02,49 finale B: 1ste in 6.04,31                                |
| Mike Belenkie Dave Calder Morgan Crooks Bryan Donnelly Tom Herschmiller Adam Parfitt Matt Swick Chris Taylor Larry Varga                 | acht (m)               | 7e        | serie 2: 3de in 5.38,48 herkansingen: 3de in 5.45,18 finale B: 1ste in 5.36,30                                  |
| |                        |           | |
| Kristen Wall | skiff (v)              | 14e       | serie 3: 4de in 8.07,76 herkansingen: 3de in 8.05,18 halve finale C/D: 1ste in 8.09,28 finale C: 2de in 7.57,94 |
| Tracy Duncan Fiona Milne | lichte dubbel-twee (v) | 9e        | serie 2: 4de in 7.20,60 herkansingen: 2de in 7.18,83 halve finale 1: 5de in 7.14,58 finale B: 3de in 7.13,76    |
| Theresa Luke Emma Robinson | twee-zonder (v)        | 9e        | serie 2: 3de in 7.20,84 herkansingen: 2de in 7.24,69 finale: 4de in 7.15,48                                     |
| Buffy Alexander Laryssa Biesenthal Heather Davis Alison Korn Theresa Luke Heather McDermid Emma Robinson Lesley Thompson Dorota Urbaniak | acht (v)               | Brons     | serie 2: 2de in 6.13,60 herkansingen: 2de in 6.17,62 finale: 3de in 6.11,58                                     |

### Schermen
| Olympiër                | Onderdeel  | Resultaat | Prestatie                                                           |
| ----------------------- | ---------- | --------- | ------------------------------------------------------------------- |
| Laurie Shong            | degen (m)  | 28e       | 1ste ronde: W van AUS Nathan: 15-8 2de ronde: V van CHN Zhao: 13-15 |
|                         |            |           |                                                                     |
| Sherraine Schalm-Mackay | degen (v)  | 19e       | 1ste ronde: vrij 2de ronde: V van FRA Tripathi: 13-15               |
| Jujie Luan              | floret (v) | 35e       | 1ste ronde: V van KOR Seo: 8-15                                     |
| Julie Mahoney           | floret (v) | 25e       | 1ste ronde: vrij 2de ronde: V van ROU RLazăr-Szabo: 10-15           |

### Schietsport
| Olympiër       | Onderdeel                  | Resultaat | Prestatie                                                              |
| -------------- | -------------------------- | --------- | ---------------------------------------------------------------------- |
| Wayne Sorensen | 10m luchtgeweer (m)        | 18e       | kwalificatie: 18de met 588 punten (97-98-99-98-100-96)                 |
| Wayne Sorensen | 50m geweer 3 houdingen (m) | 42e       | kwalificatie: 42ste met 1131 punten (386-369-376)                      |
| Roger Caron    | 50m geweer liggend (m)     | 38e       | kwalificatie: 38ste met 588 punten (99-98-99-99-96-97)                 |
| Wayne Sorensen | 50m geweer liggend (m)     | 10e       | kwalificatie: 10de met 595 punten (99-100-100-99-98-99)                |
| Jason Caswell  | skeet (m)                  | 19e       | kwalificatie: 19de met 120 punten (73-47)                              |
| George Leary   | trap (m)                   | 9e        | kwalificatie: 9de met 114 punten (69-45)                               |
|                |                            |           |                                                                        |
| Sharon Bowes   | 10m luchtgeweer (v)        | 32e       | kwalificatie: 32ste met 389 punten (97-96-100-96)                      |
| Cari Johnson   | 10m luchtgeweer (v)        | 48e       | kwalificatie: 48ste met 381 punten (96-96-94-95)                       |
| Sharon Bowes   | 50m geweer 3 houdingen (v) | 26e       | kwalificatie: 26ste met 571 punten (196-185-190)                       |
| Cari Johnson   | 50m geweer 3 houdingen (v) | 40e       | kwalificatie: 40ste met 544 punten (193-168-183)                       |
| Kim Eagles     | 25m pistool (v)            | 26e       | kwalificatie: 35ste met 566 punten (280-286)                           |
| Kim Eagles     | 10m luchtpistool (v)       | 39e       | kwalificatie: 39ste met 366 punten (94-93-88-91)                       |
| Cynthia Meyer  | trap (v)                   | 10e       | kwalificatie: 10de met 62 punten (20-21-21)                            |
| Susan Nattrass | trap (v)                   | 9e        | kwalificatie: 9de met 63 punten (23-18-22)                             |
| Cynthia Meyer  | dubbeltrap (v)             | 5e        | kwalificatie: 4de met 101 punten (34-32-35) finale: 5de met 134 punten |
| Susan Nattrass | dubbeltrap (v)             | 15e       | kwalificatie: 15de met 93 punten (32-33-28)                            |

### Schoonspringen
| Olympiër                     | Onderdeel               | Resultaat | Prestatie |
| ---------------------------- | ----------------------- | --------- | --- |
| Jeff Liberty                 | 3m plank (m)            | 19e       | voorronde: 19de met 375,09 punten                                                                                          |
| Alexandre Despatie           | 10m toren (m)           | 4e        | voorronde: 8ste met 436,86 punten halve finale: 6de met 188,28 punten finale: 4de met 464,07 punten totaal: 652,35 punten  |
| Christopher Kalec            | 10m toren (m)           | 17e       | voorronde: 17de met 388,50 punten halve finale: 17de met 175,02 punten totaal: 563,52 punten                               |
|                              |                         |           | |
| Eryn Bulmer                  | 3m plank (v)            | 20e       | voorronde: 20ste met 258,93 punten                                                                                         |
| Blythe Hartley               | 3m plank (v)            | 10e       | voorronde: 7de met 295,98 punten halve finale: 10de met 219,00 punten finale: 10de met 304,05 punten totaal: 523,05 punten |
| Émilie Heymans               | 10m toren (v)           | 5e        | voorronde: 4de met 333,78 punten halve finale: 5de met 182,64 punten finale: 4de met 329,28 punten totaal: 511,92 punten   |
| Anne Montminy                | 10m toren (v)           | Brons     | voorronde: 3de met 339,93 punten halve finale: 3de met 185,88 punten finale: 2de met 354,27 punten totaal: 540,15 punten   |
| Eryn Bulmer Blythe Hartley   | 3m plank synchroon (v)  | 5e        | 279,00 punten |
| Émilie Heymans Anne Montminy | 10m toren synchroon (v) | Zilver    | 312,03 punten |

### Softbal
| Olympiër | Onderdeel | Resultaat | Prestatie |
| --- | --------- | --------- | --- |
| Erin Woods-White Meaggan Wilton Hayley Wickenheiser Sommer West Colleen Thorburn-Smith Kristy Odamura Jacki Nichol Sandy Newsham Heather Newsham Jackie Lance Cherene Hiesl-Boyer Nathalie Fradette Denise Carriere Vicky Bastarache Lesley Attwell | vrouwen   | 8e        | groepsfase: 8ste V van Verenigde Staten: 0-6 V van Nieuw-Zeeland: 2-3 V van Australië: 0-1 W van Italië: 1-7 V van Japan: 3-4 V van Cuba: 1-2 V van China: 0-1 |

| Groepsfase |                  |             |             |             |        |        |        |        |
| #          | Land             | Wedstrijden | Wedstrijden | Wedstrijden | Punten | Punten | Punten | Punten |
| #          | Land             | G           | W           | V           | RV     | RT     | Saldo  | Ptn    |
| 1          | Japan            | 7           | 7           | 0           | 18     | 7      | +9     | 1000   |
| 2          | Australië        | 7           | 6           | 1           | 22     | 5      | +17    | .857   |
| 3          | China            | 7           | 5           | 2           | 26     | 4      | +22    | .714   |
| 4          | Verenigde Staten | 7           | 4           | 3           | 19     | 6      | +3     | .571   |
| 5          | Italië           | 7           | 2           | 5           | 3      | 27     | -24    | .286   |
| 6          | Nieuw-Zeeland    | 7           | 2           | 5           | 12     | 22     | -10    | .286   |
| 7          | Cuba             | 7           | 1           | 6           | 6      | 30     | -24    | .143   |
| 8          | Canada           | 7           | 1           | 6           | 13     | 18     | -5     | .143   |

| Ronde        | Datum  | Plaats        | Land | Score            | Land |
| ------------ | ------ | ------------- | ---- | ---------------- | ---- |
| Groepsfase   |        |               |      |                  |      |
| 17 september | Sydney | Canada        | 0-6  | Verenigde Staten |      |
| 18 september | Sydney | Nieuw-Zeeland | 3-2  | Canada           |      |
| 19 september | Sydney | Australië     | 1-0  | Canada           |      |
| 20 september | Sydney | Canada        | 7-1  | Italië           |      |
| 21 september | Sydney | Japan         | 4-3  | Canada           |      |
| 22 september | Sydney | Canada        | 1-2  | Cuba             |      |
| 23 september | Sydney | China         | 1-0  | Canada           |      |

### Synchroonzwemmen
| Olympiër | Onderdeel | Resultaat | Prestatie |
| --- | --------- | --------- | --- |
| Claire Carver-Dias Fanny Létourneau | duet      | 8e        | kwalificatie: 5de technisch: 5de met 33,670 punten vrij: 5de met 62,920 punten totaal: 96,730 punten finale: technisch: 5de met 33,670 punten vrij: 5de met 62,314 punten totaal: 95,974 punten |
| Lyne Beaumont Claire Carver-Dias Erin Chan Jessica Chase Catherine Garceau Fanny Létourneau Kirstin Normand Jacinthe Taillon Reidun Tatham | team      | Brons     | technisch: 3de met 33,767 punten vrij: 3de met 63,570 punten totaal: 97,357 punten |

### Taekwondo
| Olympiër           | Onderdeel | Resultaat | Prestatie |
| ------------------ | --------- | --------- | --- |
| Dominique Bosshart | +67kg (m) | 17e       | voorronde: W van FIN Liukkonen: 5-4 kwartfinale: V van RUS Ivanova: 6-8 herkansingen: W van VEN Carmona: 9-8 bronzen finale: W van CRO Vezmar: 11-8 |

### Tafeltennis
| Olympiër                           | Onderdeel      | Resultaat | Prestatie |
| ---------------------------------- | -------------- | --------- | --- |
| Johnny Huang                       | enkelspel (m)  | 17e       | groep D: 1ste W van NGR Toriola: 3-2 W van CUB Sosa: 3-0 2de ronde: V van CHN Kong: 0-3 (14-21, 12-21, 16-21)                                                                                   |
| Kurt Liu                           | enkelspel (m)  | 49e       | groep H: 3de V van HKG Cheung: 1-3 V van BRA Hoyama: 0-3 |
| Johnny Huang Kurt Liu              | dubbelspel (m) | 17e       | groep A: 2de v van FRA Eloi/Legout: 1-2 W van ARG Song/Tabacknik: 2-1 |
|                                    |                |           | |
| Lijuan Geng                        | enkelspel (v)  | 9e        | groep A: 1ste W van AUS Zhou: 3-0 W van THA Komwong: 3-0 2de ronde: W van CRO Boroš: 3-2 (18-21, 21-19, 21-23, 29-27, 21-14) 3de ronde: V van SIN Jing: 2-3 (21-16, 15-23, 21-13, 20-22, 21-23) |
| Xiao-Xiao Wang                     | enkelspel (v)  | 49e       | groep C: 2de V van KOR Lee: 0-3 W van USA Banh: 3-0 |
| Lijuan Geng Marie-Christine Roussy | dubbelspel (v) | 25e       | groep A: 3de v van AUS Miao/Zhou: 1-2 V van AUT Herczig/Liu: 1-2 |
| Wenxiao Wang Chris Xu              | dubbelspel (v) | 25e       | groep C: 3de v van GER Qianhong/Schopp: 0-2 V van USA Do/Jun: 1-2 |

### Tennis
| Olympiër                       | Onderdeel      | Resultaat | Prestatie |
| ------------------------------ | -------------- | --------- | --- |
| Sébastien Lareau               | enkelspel (m)  | 17e       | 1ste ronde: W van USA Chang: 7-6(6), 6-3 2de ronde: V van SWE Tillström: 1-6, 6-3, 3-6 |
| Daniel Nestor                  | enkelspel (m)  | 9e        | 1ste ronde: W van GBR Cowan: 5-7, 6-1, 6-4 2de ronde: W van AUS Rafter: 7-5, 7-6(4) 3de ronde: V van ESP Ferrero: 1-6, 6-3, 3-6 |
| Sébastien Lareau Daniel Nestor | dubbelspel (m) | Goud      | 1ste ronde: W van BRA Kuerten/Oncins: 6-1, 6-4 2de ronde: W van VEN de Armas/Szymanski: 6-3, 6-4 kwartfinale: W van GER Haas/Prinosil: 6-0, 6-4 halve finale: W van RSA Adams/de Jager: 6-1, 6-2 finale: W van AUS Woodbridge/Woodforde: 5-7, 6-3, 6-4, 7-6(2) |
|                                |                |           | |
| Sonya Jeyaseelan               | enkelspel (v)  | 33e       | 1ste ronde: V van BEL Appelmans: 5-7, 2-6 |
| Sonya Jeyaseelan Vanessa Webb  | dubbelspel (v) | 33e       | 1ste ronde: V van USA S Williams/V Williams: 3-6, 1-6 |

### Triatlon
| Olympiër                | Onderdeel | Resultaat | Prestatie      |
| ----------------------- | --------- | --------- | -------------- |
| Simon Whitfield         | mannen    | Goud      | 1:48.24,02     |
|                         |           |           |                |
| Isabelle Turcotte Baird | vrouwen   | 31e       | 2:08.29,49     |
| Sharon Donnelly         | vrouwen   | 38e       | 2:14.35,59     |
| Carol Montgomery        | vrouwen   | DNF       | niet gefinisht |

### Volleybal
| Olympiër                     | Onderdeel | Resultaat | Prestatie |
| ---------------------------- | --------- | --------- | --- |
| John Child Mark Heese        | beach (m) | 5e        | voorronde: W van FRA Jodard/Penigaud: 15-5 2de ronde: W van RUS Jermisjin/Koesjnerjov: 15-6 kwartfinale: V van BRA de Melo/Santos: 13-16 |
| Jody Holden Conrad Leinemann | beach (m) | 9e        | voorronde: W van USA Wong/Heidger: 17-15 2de ronde: V van GER Ahmann/Hager: 6-15                                                         |

### Wielersport
| Olympiër            | Onderdeel        | Resultaat | Prestatie |
| Baan                | Baan             | Baan      | Baan |
| ------------------- | ---------------- | --------- | --- |
| Jim Fisher          | tijdrit (m)      | 12e       | 1.05,83 |
| Brian Walton        | puntenkoers (m)  | 9e        | 1 punt op 1 ronde |
|                     |                  |           | |
| Tanya Dubnicoff     | sprint (v)       | 7e        | kwalificatie: 3de in 11,494 1ste ronde: W van GER Freitag: 12,414 kwartfinale: V van UKR Yannovych: 0-2 5-8ste plek: 3de7 |
| Tanya Dubnicoff     | tijdrit (v)      | 8e        | 35,486 |
| Lori-Ann Muenzer    | tijdrit (v)      | 13e       | 35,846 |
| Mountainbike        |                  |           | |
| Roland Green        | mountainbike (m) | 14e       | 2:15.18 |
| Geoff Kabush        | mountainbike (m) | 9e        | 2:14.00 |
|                     |                  |           | |
| Chrissy Redden      | mountainbike (v) | 8e        | 1:54.06 |
| Alison Sydor        | mountainbike (v) | 5e        | 1:52.19 |
| Lesley Tomlinson    | mountainbike (v) | 19e       | 2:00.43 |
| Weg                 |                  |           | |
| Eric Wohlberg       | tijdrit (m)      | 20e       | 1:00.34 |
| Gord Fraser         | wegwedstrijd (m) | 16e       | 5:30.46 |
| Czeslaw Lukaszewicz | wegwedstrijd (m) | DNF       | niet gefinisht |
| Brian Walton        | wegwedstrijd (m) | DNF       | niet gefinisht |
| Eric Wohlberg       | wegwedstrijd (m) | 72e       | 5:30.46 |
|                     |                  |           | |
| Clara Hughes        | tijdrit (v)      | 6e        | 43.12 |
| Geneviève Jeanson   | tijdrit (v)      | 15e       | 44.32 |
| Lyne Bessette       | wegwedstrijd (v) | 22e       | 3:06.31 |
| Clara Hughes        | wegwedstrijd (v) | 43e       | 3:16.49 |
| Geneviève Jeanson   | wegwedstrijd (v) | 11e       | 3:06.31 |

### Waterpolo
| Olympiër | Onderdeel | Resultaat | Prestatie |
| --- | --------- | --------- | --- |
| Marie-Luc Arpin Isabelle Auger Johanne Bégin Cora Campbell Melissa Collins Marie-Claude Deslières Valérie Dionne Ann Dow Sue Gardiner Waneek Horn-Miller Sandra Lizé Josée Marsolais Jana Salat | vrouwen   | 5e        | groep A: 5de G van Rusland: 7-7 G van Verenigde Staten: 8-8 W van Kazachstan: 10-3 V van Nederland: 4-7 V van Australië: 4-9 5-6de plek: W van Kazachstan: 9-8 |

| Groep A |                  |             |             |             |             |        |        |        |        |
| #       | Land             | Wedstrijden | Wedstrijden | Wedstrijden | Wedstrijden | Punten | Punten | Punten | Punten |
| #       | Land             | G           | W           | G           | V           | V      | T      | Saldo  | Punten |
| 1       | Australië        | 5           | 4           | 0           | 1           | 35     | 20     | +15    | 8      |
| 2       | Verenigde Staten | 5           | 3           | 1           | 1           | 36     | 30     | +6     | 7      |
| 3       | Nederland        | 5           | 3           | 0           | 2           | 27     | 26     | +1     | 6      |
| 4       | Rusland          | 5           | 2           | 1           | 2           | 36     | 29     | +7     | 5      |
| 5       | Canada           | 5           | 1           | 2           | 2           | 33     | 34     | -1     | 4      |
| 6       | Kazachstan       | 5           | 0           | 0           | 5           | 23     | 51     | -28    | 0      |

| Ronde        | Datum  | Plaats           | Land | Score      | Land |
| ------------ | ------ | ---------------- | ---- | ---------- | ---- |
| Groepsfase   |        |                  |      |            |      |
| 16 september | Sydney | Canada           | 7-7  | Rusland    |      |
| 17 september | Sydney | Verenigde Staten | 8-8  | Canada     |      |
| 18 september | Sydney | Canada           | 10-3 | Kazachstan |      |
| 19 september | Sydney | Nederland        | 7-4  | Canada     |      |
| 20 september | Sydney | Canada           | 4-9  | Australië  |      |
| 5-6de plek   |        |                  |      |            |      |
| 22 september | Sydney | Canada           | 9-8  | Kazachstan |      |

### Worstelen
| Olympiër        | Onderdeel   | Resultaat   | Prestatie |
| Vrije stijl     | Vrije stijl | Vrije stijl | Vrije stijl |
| --------------- | ----------- | ----------- | --- |
| Gia Sissaouri   | -58kg (m)   | 13e         | groep 1: 2de V van IRI Dabir: 0-3 W van GBS Embalo |
| Daniel Igali    | -69kg (m)   | Goud        | groep 1: 1ste W van GEO Bedineishvili: 3-0 W van IRI Tavakkolian: 2-2 kwartfinale: W van CUB Sánchez: 3-1 halve finale: W van USA McIlravy: 6-3 finale: W van RUS Gitinov: 7-4 |
| Justin Abdou    | -85kg (m)   | 13e         | groep 5: 4de V van LAT Samušonoks: 2-3 V van KAZ Kurugliyev: 5-8 V van CUB Romero: 0-8                                                                                         |
| Dean Schmeichel | -97kg (m)   | 19e         | groep 6: 4de V van POL Garmulewicz: 0-3 V van BLR Shemarov: 0-5 V van AUS Szerda: 2-4                                                                                          |

### Zeilen
| Olympiër                            | Onderdeel   | Resultaat | Prestatie                                      |
| ----------------------------------- | ----------- | --------- | ---------------------------------------------- |
| Richard Clarke                      | finn (m)    | 17e       | 114 punten: (14-20-8-14-16-7-13-14-20-8-OCS)   |
|                                     |             |           |                                                |
| Caroll-Ann Alie                     | mistral (v) | 17e       | 139 punten: (15-21-16-27-12-17-18-20-11-15-15) |
| Beth Calkin                         | europe (v)  | 11e       | 85 punten: (17-4-24-18-3-25-1-14-4-20-4)       |
|                                     |             |           |                                                |
| Marty Essig                         | laser       | 24e       | 176 punten: (27-16-7-35-25-13-23-OCS-26-18-21) |
| Kai Bjorn Ross MacDonald            | star        | 5e        | 48 punten: (7-5-13-4-14-5-3-OCS-5-5-1)         |
| Bill Abbott Matt Abbott Brad Boston | soling      | 13e       | 48 punten: (10-9-9-13-12-8)                    |

### Zwemmen
| Olympiër                                                           | Onderdeel             | Resultaat | Prestatie                                                                          |
| ------------------------------------------------------------------ | --------------------- | --------- | ---------------------------------------------------------------------------------- |
| Craig Hutchison                                                    | 50m vrije slag (m)    | DSQ       | serie 6: gediskwalificeerd                                                         |
| Craig Hutchison                                                    | 100m vrije slag (m)   | 29e       | serie 7: 5de in 50,90                                                              |
| Yannick Lupien                                                     | 100m vrije slag (m)   | 26e       | serie 9: 7de in 50,62                                                              |
| Mark Johnston                                                      | 200m vrije slag (m)   | 21e       | serie 5: 8ste in 1.50,92                                                           |
| Rick Say                                                           | 200m vrije slag (m)   | 7e        | serie 7: 3de in 1.48,62 halve finale 2: 3de in 1.48,50 finale: 7de in 1.48,76      |
| Mark Johnston                                                      | 400m vrije slag (m)   | 21e       | serie 6: 7de in 3.54,99                                                            |
| Rick Say                                                           | 400m vrije slag (m)   | 15e       | serie 6: 6de in 3.52,72                                                            |
| Andrew Hurd                                                        | 1500m vrije slag (m)  | 23e       | serie 4: 7de in 15.30,98                                                           |
| Tim Peterson                                                       | 1500m vrije slag (m)  | 27e       | serie 4: 8ste in 15.34,94                                                          |
| Chris Renaud                                                       | 100m rugslag (m)      | 11e       | serie 7: 5de in 55,85 halve finale 1: 4de in 55,70                                 |
| Mark Versfeld                                                      | 100m rugslag (m)      | 25e       | serie 7: 7de in 56,50                                                              |
| Dustin Hersee                                                      | 200m rugslag (m)      | 20e       | serie 6: 7de in 2.01,34                                                            |
| Chris Renaud                                                       | 200m rugslag (m)      | 13e       | serie 4: 4de in 2.00,51 halve finale 2: 6de in 2.01,19                             |
| Morgan Knabe                                                       | 100m schoolslag (m)   | 6e        | serie 7: 3de in 1.01,81 halve finale 1: 3de in 1.01,70 finale: 6de in 1.01,58 (NR) |
| Morgan Knabe                                                       | 200m schoolslag (m)   | 10e       | serie 7: 1ste in 2.14,18 halve finale 2: 5de in 2.14,01                            |
| Mike Mintenko                                                      | 100m vlinderslag (m)  | 5e        | serie 8: 2de in 52,90 (NR) halve finale 2: 4de in 53,00 finale: 5de in 52,58 (NR)  |
| Shamek Pietucha                                                    | 100m vlinderslag (m)  | 22e       | serie 7: 8ste in 54,14                                                             |
| Shamek Pietucha                                                    | 200m vlinderslag (m)  | 18e       | serie 6: 8ste in 1.59,59                                                           |
| Brian Johns                                                        | 200m wisselslag (m)   | 15e       | serie 5: 6de in 2.03,12 halve finale 2: 8ste in 2.02,92                            |
| Curtis Myden                                                       | 200m wisselslag (m)   | 10e       | serie 7: 2de in 2.01,95 halve finale 1: 6de in 2.01,99                             |
| Curtis Myden                                                       | 400m wisselslag (m)   | Brons     | serie 4: 2de in 4.16,35 finale: 3de in 4.15,33 (NR)                                |
| Owen Von Richter                                                   | 400m wisselslag (m)   | 29e       | serie 6: 7de in 4.25,70                                                            |
| Craig Hutchison Yannick Lupien Rick Say Robbie Taylor              | 4x100m vrije slag (m) | 13e       | serie 3: 5de in 3.21,98                                                            |
| Brian Johns Mark Johnston Mike Mintenko Rick Say                   | 4x200m vrije slag (m) | 7e        | serie 1: 3de in 7.21,45 finale: 7de in 7.21,97                                     |
| Morgan Knabe Yannick Lupien Shamek Pietucha Chris Renaud           | 4x100m wisselslag (m) | 6e        | serie 1: 3de in 3.40,56 finale:' 6de in 3.38,88                                    |
|                                                                    |                       |           |                                                                                    |
| Jenna Gresdal                                                      | 50m vrije slag (v)    | 38e       | serie 10: 8ste in 26,79                                                            |
| Nadine Rolland                                                     | 50m vrije slag (v)    | 22e       | serie 8: 7de in 26,04                                                              |
| Marianne Limpert                                                   | 100m vrije slag (v)   | DNS       | serie 7: niet gestart                                                              |
| Laura Nicholls                                                     | 100m vrije slag (v)   | 13e       | serie 7: 5de in 56,30 halve finale 1: 7de in 55,94                                 |
| Jessica Deglau                                                     | 200m vrije slag (v)   | 18e       | serie 6: 6de in 2.01,42                                                            |
| Laura Nicholls                                                     | 200m vrije slag (v)   | 23e       | serie 6: 7de in 2.02,69                                                            |
| Karine Legault                                                     | 200m vrije slag (v)   | 19e       | serie 5: 7de in 4.15,55                                                            |
| Karine Legault                                                     | 800m vrije slag (v)   | 16e       | serie 2: 5de in 8.43,56                                                            |
| Joanne Malar                                                       | 800m vrije slag (v)   | DNS       | serie 4: niet gestart                                                              |
| Michelle Lischinsky                                                | 100m rugslag (v)      | 13e       | serie 6: 5de in 1.02,89 halve finale 1: 7de in 1.02,55                             |
| Kelly Stefanyshynr                                                 | 100m rugslag (v)      | 10e       | serie 5: 4de in 1.02,78 halve finale 1: 5de in 1.02,35                             |
| Kelly Stefanyshynr                                                 | 200m rugslag (v)      | 8e        | serie 3: 2de in 2.14,28 halve finale 2: 5de in 2.13,39 finale: 8ste in 2.14,57     |
| Rhiannon Leier                                                     | 100m schoolslag (v)   | 11e       | serie 6: 4de in 1.09,68 halve finale 1: 6de in 1.09,63                             |
| Christin Petelski                                                  | 100m schoolslag (v)   | 10e       | serie 4: 5de in 1.09,57 halve finale 1: 5de in 1.09,54                             |
| Christin Petelski                                                  | 120m schoolslag (v)   | 13e       | serie 5: 4de in 2.29,11 halve finale 2: 6de in 2.29,43                             |
| Jen Button                                                         | 100m vlinderslag (v)  | 20e       | serie 4: 2de in 1.00,83                                                            |
| Jessica Deglau                                                     | 100m vlinderslag (v)  | 21e       | serie 5: 6de in 1.00,97                                                            |
| Jen Button                                                         | 200m vlinderslag (v)  | 17e       | serie 3: 6de in 2.11,74                                                            |
| Jessica Deglau                                                     | 200m vlinderslag (v)  | 22e       | serie 4: 7de in 2.12,86                                                            |
| Marianne Limpert                                                   | 200m wisselslag (v)   | 4e        | serie 4: 3de in 2.15,07 halve finale 1: 3de in 2.13,90 finale: 4de in 2.13,44      |
| Joanne Malar                                                       | 200m wisselslag (v)   | 5e        | serie 4: 2de in 2.13,92 halve finale 1: 2de in 2.13,59 finale: 5de in 2.13,70      |
| Joanne Malar                                                       | 200m wisselslag (v)   | 7e        | serie 3: 2de in 4.42,65 finale: 7de in 4.45,17                                     |
| Jessica Deglau Marianne Limpert Laura Nicholls Shannon Shakespeare | 4x100m vrije slag (v) | 7e        | serie 1: 3de in 3.43,82 finale: 7de in 3.42,92                                     |
| Katie Brambley Jen Button Jessica Deglau Shannon Shakespeare       | 4x200m vrije slag (v) | 5e        | serie 1: 3de in 8.07,12 finale: 5de in 8.02,65                                     |
| Jen Button Michelle Lischinsky Laura Nicholls Christin Petelski    | 4x100m wisselslag (v) | 6e        | serie 2: 4de in 4.08,47 finale:' 6de in 4.07,55 (NR)                               |

Albanië · Algerije · Amerikaanse Maagdeneilanden · Amerikaans-Samoa · Andorra · Angola · Antigua en Barbuda · Argentinië · Armenië · Aruba · Australië · Azerbeidzjan · Bahama's · Bahrein · Bangladesh · Barbados · België · Belize · Benin · Bermuda · Bhutan · Bolivia · Bosnië en Herzegovina · Botswana · Brazilië · Britse Maagdeneilanden · Brunei · Bulgarije · Burkina Faso · Burundi · Cambodja · Canada · Centraal-Afrikaanse Republiek · Chili · China · Chinees Taipei · Colombia · Comoren · Congo-Brazzaville · Congo-Kinshasa · Cookeilanden · Costa Rica · Cuba · Cyprus · Denemarken · Djibouti · Dominica · Dominicaanse Republiek · Duitsland · Ecuador · Egypte · El Salvador · Equatoriaal-Guinea · Eritrea · Estland · Ethiopië · Fiji · Filipijnen · Finland · Frankrijk · Gabon · Gambia · Georgië · Ghana · Grenada · Griekenland · Groot-Brittannië · Guam · Guatemala · Guinee · Guinee‑Bissau · Guyana · Haïti · Honduras · Hongarije · Hongkong · Ierland · IJsland · India · Indonesië · Irak · Iran · Israël · Italië · Ivoorkust · Jamaica · Japan · Jemen · Joegoslavië · Jordanië · Kaaimaneilanden · Kaapverdië · Kameroen · Kazachstan · Kenia · Kirgizië · Koeweit · Kroatië · Laos · Lesotho · Letland · Libanon · Liberia · Libië · Liechtenstein · Litouwen · Luxemburg · Macedonië · Madagaskar · Malawi · Malediven · Maleisië · Mali · Malta · Marokko · Mauritanië · Mauritius · Mexico · Micronesië · Moldavië · Monaco · Mongolië · Mozambique · Myanmar · Namibië · Nauru · Nederland · Nederlandse Antillen · Nepal · Nicaragua · Nieuw-Zeeland · Niger · Nigeria · Noord-Korea · Noorwegen · Oeganda · Oekraïne · Oezbekistan · Oman · Oostenrijk · Pakistan · Palau · Palestina · Panama · Papoea-Nieuw-Guinea · Paraguay · Peru · Polen · Portugal · Puerto Rico · Qatar · Roemenië · Rusland · Rwanda · Saint Kitts en Nevis · Saint Lucia · Saint Vincent en Grenadines · Salomonseilanden · Samoa · San Marino ·  Sao Tomé en Principe · Saoedi-Arabië · Senegal · Seychellen · Sierra Leone · Singapore · Slovenië · Slowakije · Soedan · Somalië · Spanje · Sri Lanka · Suriname · Swaziland · Syrië · Tadzjikistan · Tanzania · Thailand · Togo · Tonga · Trinidad en Tobago · Tsjaad · Tsjechië · Tunesië · Turkije · Turkmenistan · Uruguay · Vanuatu · Venezuela · Verenigde Arabische Emiraten · Verenigde Staten · Vietnam · Wit-Rusland · Zambia · Zimbabwe · Zuid-Afrika · Zuid-Korea · Zweden · Zwitserland · Individuele olympische atleten